# 顓孫姓
顓孫姓（「顓孫」，音同「專飧」）是漢字複姓，源自媯姓，春秋時期陳國公子顓孫，到魯國當了官，其後人以顓孫為氏，奉顓孫為始祖。
春秋時代陳國位於今河南省的淮陽一帶，這裡應是顓孫氏家族的發源地。據考證他和4000多年前的顓頊帝高陽氏，並沒有血緣關係。顓孫氏得姓至今有2600多年的歷史。望族居丹陽郡（今安徽宣城縣一帶）。
目前，顓孫姓在中國大陸和臺灣也有分佈。

## 延伸阅读
[在维基数据编辑]
 《百家姓》
 《欽定古今圖書集成·明倫彙編·氏族典·顓孫姓部》，出自陈梦雷《古今圖書集成》